# Gran Premio motociclistico dell'Ulster 1960
Il Gran Premio motociclistico dell'Ulster fu il sesto e penultimo appuntamento del motomondiale 1960.
Si svolse il 6 agosto 1960 sul Circuito di Dundrod. Erano in programma solo tutte le classi disputate in singolo.
Le vittorie furono di John Hartle su Norton in classe 500, di John Surtees sulla MV Agusta in classe 350, di Carlo Ubbiali sempre su MV Agusta nella 250 e in 125. Grazie a questi risultati Surtees e Ubbiali ottennero anche la matematica certezza del titolo iridato, il primo nella 350 e il secondo nella 125; gli stessi due piloti erano in testa nelle classifiche delle restanti due classi, per l'assegnazione del titolo bisognava però attendere il risultato dell'ultima gara, il GP delle Nazioni.

## Classe 500
Furono alla partenza del gran premio 47 piloti, di cui 30 vennero classificati al termine della gara; tra i ritirati di rilievo vi furono Bob McIntyre, Hugh Anderson, Mike Hailwood, Paddy Driver e Bob Anderson.
La gara venne caratterizzata dall'inseguimento di Surtees, ritardato da noie meccaniche, nei confronti di Hartle che risultò poi vincitore e dal fatto che la quarta posizione venne assegnata solo al fotofinish.

### Arrivati al traguardo (prime 10 posizioni)
| Pos. | Pilota          | Moto      | Tempo      | Punti |
| ---- | --------------- | --------- | ---------- | ----- |
| 1    | John Hartle     | Norton    | 1h 35:18.8 | 8     |
| 2    | John Surtees    | MV Agusta | + 20.4     | 6     |
| 3    | Alan Shepherd   | Matchless | + 1:36.4   | 4     |
| 4    | Ralph Rensen    | Norton    | + 2:31.2   | 3     |
| 5    | Jim Redman      | Norton    | + 2:31.2   | 2     |
| 6    | Tom Phillis     | Norton    | + 3:06.6   | 1     |
| 7    | Dickie Dale     | Norton    | + 3:10.2   |       |
| 8    | Bruce Daniels   | Norton    | + 1 giro   |       |
| 9    | Stephen Murray  | Norton    | + 1 giro   |       |
| 10   | Peter Middleton | Norton    | + 1 giro   |       |

## Classe 350
Tra i ritirati di rilievo vi furono František Šťastný, Bob McIntyre e Alan Shepherd.

### Arrivati al traguardo (posizioni a punti)
| Pos. | Pilota        | Moto      | Tempo        | Punti |
| ---- | ------------- | --------- | ------------ | ----- |
| 1    | John Surtees  | MV Agusta | 1h 35' 17.4" | 8     |
| 2    | John Hartle   | Norton    |              | 6     |
| 3    | Hugh Anderson | AJS       |              | 4     |
| 4    | Bob Anderson  | Norton    |              | 3     |
| 5    | Dickie Dale   | Norton    |              | 2     |
| 6    | Paddy Driver  | Norton    |              | 1     |

## Classe 250
Primi podi per la Honda dopo il suo arrivo nel motomondiale in forma ufficiale e completa. Tra i ritirati il pilota della MV Agusta Gary Hocking.

### Arrivati al traguardo (posizioni a punti)
| Pos. | Pilota              | Moto      | Tempo     | Punti |
| ---- | ------------------- | --------- | --------- | ----- |
| 1    | Carlo Ubbiali       | MV Agusta | 58' 47.2" | 8     |
| 2    | Tom Phillis         | Honda     |           | 6     |
| 3    | Jim Redman          | Honda     |           | 4     |
| 4    | Mike Hailwood       | Ducati    |           | 3     |
| 5    | Kunimitsu Takahashi | Honda     |           | 2     |
| 6    | Luigi Taveri        | MV Agusta |           | 1     |

## Classe 125
L'ottavo di litro fu anche in questa occasione la prima delle gare disputate nella giornata. Tra i ritirati Alberto Gandossi e Tom Phillis.

### Arrivati al traguardo (posizioni a punti)
| Pos. | Pilota          | Moto      | Tempo     | Punti |
| ---- | --------------- | --------- | --------- | ----- |
| 1    | Carlo Ubbiali   | MV Agusta | 53' 21.8" | 8     |
| 2    | Gary Hocking    | MV Agusta |           | 6     |
| 3    | Ernst Degner    | MZ        |           | 4     |
| 4    | Bruno Spaggiari | MV Agusta |           | 3     |
| 5    | Luigi Taveri    | MV Agusta |           | 2     |
| 6    | John Hempleman  | MZ        |           | 1     |